# تشارلز أدامو
تشارلز أدامو (بالإنجليزية: Charles Adamu)‏ (مواليد 8 مايو 1977) هو ملاكم غاني، مثّل بلاده في الألعاب الأولمبية الصيفية 2000.

## روابط خارجية
تشارلز أدامو على موقع بوكس ريك (الإنجليزية) (registration required)
- تشارلز أدامو على موقع أوليمبيديا (الإنجليزية)
- تشارلز أدامو على موقع اتحاد ألعاب الكومنولث (مؤرشف) (الإنجليزية)